# 釧路市立中央小学校
釧路市立中央小学校（くしろしりつちゅうおうしょうがっこう）は、北海道釧路市寿1丁目にある市立小学校。

## 概要
- 本校は、旭小学校と寿小学校を統合して開校した。

## 沿革
- 2007年（平成19年）
  - 4月1日 - 釧路市立中央小学校開校。
  - 4月5日 - 開校式挙行。旭小学校より36名、寿小学校より165名の計201名、教職員35名、さらに特別支援学級「そよかぜ学級」（知的）開設（児童1名）でスタートを切った。
  - 4月15日 - 釧路市立中央小学校保護者と教職員の会設立総会。
  - 6月28日 - 第1回開校記念日。
- 2008年（平成20年）4月7日 - 特別支援学級「あおぞら学級」（情緒）開設（児童3名）。
- 2010年（平成22年）5月6日 - 新体育館着工。
- 2011年（平成23年）1月14日 - 新体育館完成へ引っ越し。
- 2012年（平成24年）11月9日 - 新校舎完成へ引っ越し。
- 2013年（平成25年） - 外構工事完成。
- 2014年（平成26年）
  - 2月3日 - 病虚弱学級「おひさま学級」開設。
  - 2月7日 - 新校舎落成を祝う会開催。
- 2015年（平成27年）3月31日 - 文部科学省よりコミュニティ・スクールとしての認定を受ける
- 2018年（平成30年）9月6日 - 3時08分頃に発生した北海道胆振東部地震による大規模停電の影響で、同日と翌日の2日間、臨時休校となる。

## 通学区域
- 旭町、海運（1丁目～3丁目）、川上町（2丁目～11丁目）、北大通（1丁目～14丁目）、黒金町（6丁目～14丁目）、寿（1丁目～4丁目）、幸町（3丁目～14丁目）、栄町（1丁目～12丁目）、白金町（1番～16番）、末広町（1丁目～14丁目）、宝町、仲浜町、浪花町（3丁目～13丁目）、錦町（2丁目～5丁目）、浜町、南浜町
  - ただし、旭町（1番～4番、12番～14番、21番～29番のみ）及び川上町（2丁目～5丁目）の各2番は城山小を選択可能[1]。

## 進学先中学校
- 釧路市立北中学校[2]

## 周辺
- 釧路市とんけし児童センター - 同一敷地内。
- 寿町公園 - 敷地が隣接。
- 道営ことぶき団地 - 釧路市道をはさんで、敷地が隣接。
  - このほか、JR寿町アパートなどのマンション・アパートも点在。
- 釧路市消防団五七分団 - 釧路市道をはさんで、敷地が隣接。
- 社会福祉法人釧路緑ヶ岡学園福祉会釧路ことぶき保育園 - 進学前保育園のひとつ
- 国道36号
- 鮮明寺
- 鈍化公園
- 釧路中央郵便局
- セブンイレブン釧路寿町店
- JR釧路駅

## 交通
- くしろバス「埠頭入口」停留所より、
  - 釧路駅前行・釧路駅前経由第2若草団地行・釧路駅前経由緑ヶ岡行のりばから、徒歩約115m・約2分。
  - イオン釧路店行・イオン昭和店行・新野団地行・東高校行・孝仁会記念病院行のりばから、徒歩約110m・約2分（学校正門からバス停留所まで直線距離は約50mだが、国道36号線を跨ぐ歩道橋を経由する必要があるため、約2倍の距離となる）。
- JR北海道根室本線釧路駅（正面口）から、
  - 徒歩約665m、約10分。
  - 上述のくしろバスに乗車し、「埠頭入口」停留所下車後、徒歩。